# Nyangwara
Le nyangwara (ou nyangbara, autonyme, kʊ́tʊ́k nà ɲàŋwárà) est une langue nilo-saharienne de la branche des langues nilotiques orientales parlée dans le Soudan du Sud.

## Classification
Le nyangwara est rattaché aux langues soudaniques orientales.

Le nyangwara fait partie du sous-groupe des langues bari qui comprend le bari, le kakwa ainsi que le mandari, le pöjulu, le ngyepu et le kuku. Voßen traite ces parlers comme des dialectes du bari, mais utilise aussi le terme de langues bari pour les désigner. 

## Phonologie
Les tableaux présentent les voyelles et les consonnes du nyangwara. Le système phonologique est semblable à celui des autres langues bari.

### Voyelles
|         | Antérieure  | Centrale | Postérieure |
| ------- | ----------- | -------- | ----------- |
| Fermée  | i [i] ɪ [ɪ] |          | u [u] ʊ [ʊ] |
| Moyenne | e [e] ɛ [ɛ] | ö [-]    | o [o] ɔ [ɔ] |
| Ouverte |             | a [a]    |             |

### Deux types de voyelles
Le nyangwara, comme toutes les langues bari, différencie les voyelles selon leur lieu d'articulation. Elles sont soit prononcées avec l'avancement de la racine de la langue, soit avec la rétraction de la racine de la langue.

Les voyelles avec avancement de la racine de la langue sont [i], [e], [o], [ö], [u]. 
Les voyelles avec rétraction de la racine de la langue sont [ɪ], [ɛ], [ɔ], [a], [ʊ]. 

### Consonnes
|              |              | Labiales | Alvéolaires | Latérales | Dorsales | Dorsales | Glottales |
| ------------ | ------------ | -------- | ----------- | --------- | -------- | -------- | --------- |
| Palatales    | Vélaires     | Labiales | Alvéolaires | Latérales |          |          | Glottales |
| Occlusives   | Sourde       | p [p]    | t [t]       |           |          | k [k]    | ʔ [ʔ]     |
| Occlusives   | Sonore       | b [b]    | d [d]       |           |          | g [g]    |           |
| Occlusives   | Implosive    | ɓ [ɓ]    | ɗ [ɗ]       |           | ʾy [ʄ]   |          |           |
| Fricative    | Fricative    |          |             | s [s]     |          |          |           |
| Affriquée    | Affriquée    |          |             |           | j [d͡ʒ]   |          |           |
| Nasale       | Nasale       | m [m]    | n [n]       |           | ɲ [ɲ]    | ŋ [ŋ]    |           |
| liquide      | liquide      |          | r [r]       | l [l]     |          |          |           |
| Semi-voyelle | Semi-voyelle | w [w]    |             |           | y [j]    |          |           |

### Unelangue tonale
Le nyangwara compte quatre tons, haut, bas, moyen et haut-bas